# Ophiactis plana
Ophiactis plana is een slangster uit de familie Ophiactidae.
De wetenschappelijke naam van de soort werd in 1869 gepubliceerd door Theodore Lyman.